# برابان کوفر
برابان کوفر (انگلیسی: Braian Cufré؛ زادهٔ ۱۵ دسامبر ۱۹۹۶) بازیکن فوتبال اهل آرژانتین است.
از باشگاه‌هایی که در آن بازی کرده‌است می‌توان به باشگاه فوتبال ولز سارسفیلد اشاره کرد.